# Five Points (Florida)
Five Points ist ein census-designated place (CDP) im Columbia County im US-Bundesstaat Florida. Das U.S. Census Bureau hat bei der Volkszählung 2020 eine Einwohnerzahl von 1.076 ermittelt.

## Geographie
Five Points grenzt direkt an die Stadt Lake City und liegt rund 90 km westlich von Jacksonville. Der CDP wird von den U.S. Highways 41 (SR 100) und 441 (SR 47) durchquert.

## Demographische Daten
Laut der Volkszählung 2010 verteilten sich die damaligen 1265 Einwohner auf 460 Haushalte. Die Bevölkerungsdichte lag bei 188,8 Einw./km². 75,8 % der Bevölkerung bezeichneten sich als Weiße, 20,4 % als Afroamerikaner und 0,1 % als Indianer. 1,5 % gaben die Angehörigkeit zu einer anderen Ethnie und 2,2 % zu mehreren Ethnien an. 3,6 % der Bevölkerung bestand aus Hispanics oder Latinos.
Im Jahr 2010 lebten in 37,0 % aller Haushalte Kinder unter 18 Jahren sowie 24,5 % aller Haushalte Personen mit mindestens 65 Jahren. 60,6 % der Haushalte waren Familienhaushalte (bestehend aus verheirateten Paaren mit oder ohne Nachkommen bzw. einem Elternteil mit Nachkomme). Die durchschnittliche Größe eines Haushalts lag bei 2,72 Personen und die durchschnittliche Familiengröße bei 3,41 Personen.
27,0 % der Bevölkerung waren jünger als 20 Jahre, 32,3 % waren 20 bis 39 Jahre alt, 26,9 % waren 40 bis 59 Jahre alt und 14,0 % waren mindestens 60 Jahre alt. Das mittlere Alter betrug 34 Jahre. 57,2 % der Bevölkerung waren männlich und 42,8 % weiblich.
Das durchschnittliche Jahreseinkommen lag bei 26.635 $, dabei lebten 29,1 % der Bevölkerung unter der Armutsgrenze.
Im Jahr 2000 war Englisch die Muttersprache von 100 % der Bevölkerung.